# Zusters van de Bermhertigheid Jesu
De Zusters van de Bermhertigheid Jesu is een rooms-katholieke vrouwelijke congregatie. De congregatie werd in 1842 opgericht door kanunnik Petrus Joannes Maes in Sint-Michiels, een deelgemeente van Brugge. Het is een apostolische congregatie (ook "actieve" congregatie genoemd, in tegenstelling tot de contemplatieve congregaties).
Het generalaat van de congregatie is gevestigd in Sint-Michiels-Brugge. Sinds 2012 is Mieke Kerckhof algemene overste. In mei 2017 telde de congregatie nog 28 zusters, met een gemiddelde leeftijd van 81 jaar.

## Geschiedenis
Kanunnik Maes was onder meer directeur bij de Zusters Apostolinnen in Brugge. Tegelijk wilde hij de zorg voor de geesteszieken die verbleven in het psychiatrisch ziekenhuis Sint-Juliaans in de Boeveriestraat in handen geven van een religieuze congregatie. Hiervoor wilde hij een nieuwe congregatie oprichten. Hij liet daarvoor geïnteresseerde vrouwen hun noviciaat doen bij de Zusters Apostolinnen. Op 3 mei 1842 vestigden ze zich in Sint-Juliaans, in eerste instantie nog onder de vleugels van de Apostolinnen. Doch reeds na enkele maanden vormden ze een afzonderlijke groepering met als naam Zusters van de Bermhertigheid Jesu. Ze volgden de regel van Sint-Augustinus en hadden aangepaste constituties. Vanaf Pasen 1844 droegen ze eigen kledij. Hun regel en constituties werden op 21 juni 1847 goedgekeurd door monseigneur Boussen, bisschop van Brugge.
Vanuit Brugge werd in 1850 onder impuls van kanunnik Maes het psychiatrisch ziekenhuis Sint-Jozef te Kortenberg opgericht (het huidige Universitair Psychiatrisch Centrum KU Leuven campus Kortenberg). In 1900 opende de congregatie het Psychiatrisch Ziekenhuis Heilig Hart te Ieper. Beide ziekenhuizen waren bestemd voor vrouwelijke psychiatrische patiënten.
In 1910 verhuisde het Sint-Juliaansziekenhuis naar het nieuwe psychiatrisch ziekenhuis Onze-Lieve-Vrouw, eveneens te Sint-Michiels, waar vanaf dan het moederklooster van de congregatie werd gevestigd.
In 1965 richtte de congregatie in Brugge het psychotherapeutisch centrum Rustenburg op.
De congregatie kende ook een buitenlandse stichting: "St.-George's Retreat" in het Engelse Burgess Hill, gericht op de zorg voor psychisch en lichamelijk zieken. In 1866, op het moment van de opening van de instelling, ging de Engelse congregatie een afzonderlijke koers varen, los van de Vlaamse Zusters van de Bermhertigheid Jesu.
Tussen 1842 en 2017 maakten in totaal 314 zusters deel uit van de congregatie. De laatst toegetreden zuster is de huidige overste Mieke Kerckhof.

## De congregatie in de 21e eeuw
Begin 21e eeuw had de congregatie nog lokale gemeenschappen in Brugge, Ieper en Kortenberg. In Ieper waren er twee zustergemeenschappen: een verbonden aan het Psychiatrisch Ziekenhuis Heilig Hart en een in de Lange Torhoutstraat. Deze laatste verhuisde in 2010 naar de D'Hondtstraat. In 2017 werd beslist om alle resterende Ieperse zusters te groeperen in Brugge. In augustus 2017 worden de kloosters van Ieper dan ook gesloten. Dan blijven er twee gemeenschappen in Brugge en één in Kortenberg. In Kortenberg wonen nog vier zusters.
Anno 2017 was de jongste zuster 52 jaar (zuster Catharina) en de oudste 98 (zuster Emmanuel).

### Zorg
Op 1 januari 2000 nam de nieuw opgerichte vzw Gezondheidszorg 'Bermhertigheid Jesu' de uitbating van vijf zorginstellingen over van de vzw Zusters van de Bermhertigheid Jesu. De controle over deze zorginstellingen werd overgedragen omwille van de alsmaar complexere organisatie in de zorgsector en de afnemende krachten van de congregatie. Met de overdracht deden ook leken hun intrede in het bestuur. Sinds de overdracht aan de nieuwe vzw nam deze in 2002 ook de uitbating over van het Centrum voor Psychische Revalidatie Inghelburch van het Sint-Franciscus-Xaveriusziekenhuis. In 2015 werd ook het Centrum voor Psychische Revalidatie Hedera binnen de vzw opgericht en erkend door het RIZIV. Anno 2019 beheert de vzw Gezondheidszorg 'Bermhertigheid Jesu' zo de volgende instellingen binnen de geestelijke gezondheidszorg:
- Psychiatrisch Ziekenhuis Onze-Lieve-Vrouw (Brugge)
- Psychiatrisch Ziekenhuis Heilig Hart (Ieper)
- Psychotherapeutisch Centrum Rustenburg (Brugge)
- Psychiatrisch Verzorgingstehuis De Brugghe (Brugge)
- Psychiatrisch Verzorgingstehuis Het Tempelhof (Ieper)
- Centrum voor Psychische Revalidatie Inghelburch (Brugge)
- Centrum voor Psychische Revalidatie Hedera (Ieper)

## Algemene oversten
| Algemene overste     | Tijdspanne |
| -------------------- | ---------- |
| Tharcitia Nuttin     | 1967-1982  |
| Elisabeth Vancoillie | 1982-1997  |
| Maria Kemel          | 1997-2012  |
| Mieke Kerckhof       | 2012-heden |